# Кылшакты
Кылшакты (каз. Қылшақты; Қылшықты, устар. Копинка, Кильчакты, Кылчакты) — река в Казахстане, протекает по территории Акмолинской области.
Длина реки составляет 104 км. Площадь водосборного бассейна равна 1010 км². Уклон реки — 2,1 ‰.
Начинается в берёзовом лесу на западном склоне сопки Семенова. Течёт сначала в западном направлении через Щучинск, затем направляется на север до пруда Фроловского, после чего меняет направление течения на северо-западное. Пересекает Баянбай, где запружена двумя плотинами, затем — Кенесары. В дальнейшем протекает через озеро Копа, мимо горы Жаман-Каракалпак. Впадает в озеро Копа на территории города Кокшетау на высоте 223 метра над уровнем моря.
В реку ранее осуществлялся сток воды из озера Щучье.